# 이집트 올림픽 위원회
이집트 올림픽 위원회(아랍어: اللجنة الأولمبية المصرية)는 이집트를 대표하는 국가 올림픽 위원회이다. IOC 코드는 EGY이다. 본부는 카이로에 있으며 아프리카 국가 올림픽 위원회 연합에 소속되어 있다. 올림픽, 올아프리카 게임을 비롯한 국제 스포츠 대회에 참가하는 이집트의 선수들을 대표한다.
이집트가 오스만 제국의 지배를 받고 있던 1910년 6월 13일에 알렉산드리아에서 설립되었으며 같은 해에 국제 올림픽 위원회의 승인을 받았다. 이집트는 국제 올림픽 위원회에 14번째로 가입했고 1912년 스톡홀름 하계 올림픽에 처음 참가했다.

## 같이 보기
- 올림픽 이집트 선수단